# Register Belastingadviseurs
Het Register Belastingadviseurs, afgekort RB, is een beroepsvereniging voor belastingadviseurs. De circa 6.500 aangesloten belastingadviseurs zijn met name werkzaam in het midden- en kleinbedrijf. Het doel van het register is het behartigen van de belangen van de leden in zo breed mogelijke zin. RB Opleidingen, de opleidingstak van het RB, verzorgt diverse fiscale opleidingen en cursussen. 
De vereniging is een fusie van de voormalige verenigingen College Belastingadviseurs (CB) en Nederlandse Federatie van Belastingadviseurs (NFB).

## Geschiedenis

### College Belastingadviseurs
Het College Belastingadviseurs (CB), voorheen Nederlandsch College Belastingconsulenten, werd in 1956 opgericht en had voor de fusie 4000 leden. Doel van het CB was belangenbehartiging en ondersteuning van de belastingadviseur bij het uitoefenen van zijn vak. 
Het Bureau Opleidingen van het College Belastingadviseurs verzorgde fiscale opleidingen. De instroomopleiding was de opleiding CB-belastingconsulent. De opleiding duurde 1,5 jaar en is op hbo-niveau.  De vervolgopleiding CB-belastingadviseur leidde in 2,5 jaar op tot post-hbo-niveau. De CB-belastingadviseur was tevens de fiscale raadgever in het midden- en kleinbedrijf.
Het College Belastingadviseurs ging per 1 januari 2011 op in het Register Belastingadviseurs.

### Nederlandse Federatie van Belastingadviseurs
De Nederlandse Federatie van Belastingadviseurs (NFB), voorheen Nederlandse Federatie van Belastingconsulenten, was een privaatrechtelijke beroepsorganisatie van belastingadviseurs. De NFB had voor de fusie ruim 3.000 leden. Van de leden werd verwacht dat zij werkten volgens het Reglement voor de Beroepsuitoefening en dat zij hun kennis op peil zouden houden. Daartoe gold er binnen de vereniging een verplichting tot het volgen van cursussen. Bovendien waren alle leden onderworpen aan de tuchtrechtspraak van de NFB. 
De Federatie BelastingAcademie BV (FBA) bood opleidingen aan op bachelorniveau en masterniveau. Daarbij verzorgde de FBA ook cursussen voor NFB-leden.  
De NFB ontstond in 1954 uit de fusie van een aantal andere organisaties. Na op verzoek van het Departement van Onderwijs, Kunsten en Wetenschappen hiertoe de bestaande organisaties op het gebied van het belastingconsulentenwezen te hebben uitgenodigd werd op 10 maart 1953 de Stichting Federatieve Examens Belastingconsulent en Belastingassistent opgericht, die examens voor de opleiding voor het diploma Federatiebelastingadviseur afnam. Bij beschikking van de toenmalige staatssecretaris van Onderwijs, Kunsten en Wetenschappen van 11 mei 1953 werd een rijksgecommitteerde benoemd die van rijkswege voor de examens verantwoordelijk werd. Daarmee werd het diploma Federatiebelastingadviseur een door het rijk erkende opleiding tot belastingadviseur vanuit een niet-wettelijke beroepsorganisatie geworden. De Stichting tot Organisatie van de Opleiding voor het Praktijkdiploma Belastingrecht verzorgde de opleiding tot Belastingassistent. Ook van deze opleiding werd het schriftelijke examen afgenomen door de Stichting Federatieve examens Belastingconsulent en Belastingassistent. De opleiding en het examen staan onder rijkstoezicht. Leden van de NFB kregen de beschermde titel FB achter hun naam (Federatie Belastingadviseur).
De organisaties die deze examenstichting in het leven riepen verenigden zich in de Nederlandsche Federatie van Belastingconsulenten die bij akte van 9 februari 1954 werd opgericht met als enige twee leden de Bond van Belastingconsulenten en het Nederlandsch Instituut van Belastingconsulenten. De Vereeniging van Belastingconsulenten sloot zich hierbij als derde aan in 1961. Op 5 april 1977 gingen de in federatieverband georganiseerde drie verenigingen op in de NFB en werd de NFB een ledenorganisatie voor natuurlijk personen.
De Nederlandse Federatie van Belastingadviseurs ging per 1 januari 2011 op in het Register Belastingadviseurs.

### Fusie
Tijdens de algemene ledenvergaderingen van het College Belastingadviseurs op 28 mei 2008 en van de Nederlandse Federatie van Belastingadviseurs (NFB) op 6 juni 2008 stemden de aanwezige leden van beide verenigingen in met de oprichting van een koepelorganisatie waarin een aantal gezamenlijke activiteiten ontwikkeld wordt. Op 1 januari 2011 werd deze fusie gerealiseerd en gingen beide organisaties verder als het RB. 
Het RB heeft in 2009 VLB Opleidingen overgenomen. VLB Opleidingen is gespecialiseerd in cursussen op het agrofiscale vlak. 